# Коген Лазар Федорович
Лазар Федорович (Фейєрович) Коген (нар. 1897, Одеса, Російська імперія — пом. 1941 або 1942, Київ) — радянський футбольний тренер єврейського походження.

## Біографія
Лазар Коген з дитинства шкутильгав і тому в молодості в футбол міг грати тільки воротарем. Фізичні дані не дозволили добитися помітних досягнень, тому вже в ранньому віці він перейшов на тренерську роботу. Під його керівництвом знаменита команда одеських вантажників «Местран» в 1923—1926 роках п'ять разів була чемпіоном Одеси (за сезон грали два одноколових чемпіонати — 1923 (весна), 1924 (весна), 1924 (осінь), 1926 (весна), 1926 (осінь).

Лазар Коген (крайній ліворуч у нижньому ряду) у чвертьфіналі першості ПСТ «Динамо» 1929 року проти «Динамо» (Полтава)

У 1928 році він потрапив у київське «Динамо», обійнявши посаду керівника команди (посади тренера тоді ще не було). Під керівництвом Когена київські «динамівці» два рози вигравали першість ПСТ «Динамо»  (1931, 1933) та двічі ставали фіналістами (1929, 1932). Щоб вибратися із зони Голодомору, який охопив Україну, Коген організував в травні 1933 року тривалу поїздку команди за маршрутом Баку — Ерівань — Тіфліс. Зігравши в Баку внічию 0:0, динамівці робили пересадку в Тбілісі, де провідник першого вагону поїзда не дозволив посадку, оскільки їх місця були вже зайняті, тому футболісти поїхали у восьмому вагоні. Під час поїздки поїзд зійшов з рейок, перші вагони пішли під укіс, через що загинуло багато людей і лише випадковість врятувала гравців «Динамо», яким три доби довелося чекати ремонту залізничної колії, щоб таки дістатись до Єревана.
На початку 1935 року Коген очолив збірну Куйбишева. Поява першого тренера (раніше тренерські функції в куйбишевських командах виконували їх капітани) позитивно позначився на підвищенні класу гри місцевих футболістів. У квітні 1936 року збірна Куйбишева вперше в історії провела передсезонний збір на півдні — в Одесі, звідки був родом її тренер. У підготовку гравців увійшли системність і різноманітність (раніше тренування обмежувалось лише ударами м'ячем по воротах), була вдосконалена техніка гри воротарів та ін. Крім того Коген зумів вперше звернути на футбол увагу вищих місцевих керівників. Так, в липні 1935 року в будинку відпочинку, де готувалася команда, побував перший секретар крайкому ВКП(б) Володимир Шубріков, який розмовляв з футболістами. А 8 травня 1936 року вся збірна команда Куйбишева побувала на прийомі в крайкомі ВКП(б) у його секретарів Шубрікова, Левіна та голови крайісполкома Полбіцина.
В середині сезону 1936 роки повернувся в Україну. Після окупації Києва був згідно з розпорядженням «пана шефа Персоналу Німецького Комісара міста Киева» від 9.12.1941 призначений «Директором міської контори естради», згодом перейменованої в «Київське бюро естради, музики і цирку», з весни 1942 року він виконував також обов'язки директора театру вар'єте. Його ім'я в документах відділу мистецтв Київської управи фігурує до липня 1942 року, останнім з яких є скарга директора театру оперети Димнікова заступнику бургомістра Волконовичу, в якій Коген звинувачується в недбалості і «невиконанні Розпорядження Секції Мистецтв» управи. Ймовірно загинув в Сирецькому концтаборі, до якого потрапив після арешту в серпні або вересні 1942 року. За іншими даними загинув відразу після початку окупації у вересні 1941 року, коли його було розстріляно в Бабиному Яру.

## Особисте життя
Мав молодшого брата Арона (1900—1984), який теж був футбольним тренером, зокрема очолював одеське «Динамо».